# Ahí tienes a tu Madre
 (juin 2025).
Pour plus de détails, voir Fiche technique et Distribution.
Ahí tienes a tu madre (Voici ta mère) est un film argentin réalisé par Leandro Borrell et sorti en 2004.

## Synopsis
Le film raconte l'histoire de la Vierge de Luján, patronne de l'Argentine, en retraçant l'arrivée de son image dans le pays en 1629. L'intrigue suit le personnage de Negro Manuel, un esclave libéré qui devient le gardien dévoué de l'image sacrée, et Ana de Matos, une figure centrale dans la fondation de la ville de Luján.

## Fiche technique
- Titre original : Ahí tienes a tu madre
- Réalisation : Leandro Borrell
- Scénario : Leandro Borrell, Pedro Peñalba
- Musique : Adrián Charras
- Photographie : Juan Mandarano
- Montage : Leandro Borrell
- Production : Leandro Borrell
- Société(s) de production : [À compléter]
- Pays de production :  Argentine
- Langue originale : Espagnol
- Genre : Drame
- Durée : 63 minutes
- Date de sortie : 2004

## Distribution
- Robert Ayambilla : Negro Manuel jeune
- Teresa Barceló : Ana de Matos
- Alberto D'Angelo : Juan
- Rubén De Virgilio : Bernabé González
- Mirta Fissore Andrea : María
- Mauro Gómez : Joaquín
- Rubén Insaurralde : Don Felipe
- Pablo Sosa : Negro Manuel vieux
- Jorge Vilaltella : Padre Pedro Montalbo
- Mario Zacarías : Maestro Oramas